# Orthobunyavirus
Orthobunyavirus es un género de virus de la familia Peribunyaviridae que infectan vertebrados. Incluye 103 especies.
La mayoría de las especies de este género produce enfermedades en el ganado vacuno que se transmiten por la picadura de mosquito flebotomos. En algunos casos son causantes de enfermedad en humanos, como la encefalitis Bunyamera, la encefalitis de La Crosse, la fiebre Bwamba, la fiebre de Guama, la Fiebre de Orepuche o Sambu y la enfermedad de Aino, entre otros.

## Especies
Incluye las siguientes especies:
- Abras orthobunyavirus
- Acara orthobunyavirus
- Aino orthobunyavirus
- Akabane orthobunyavirus
- Alajuela orthobunyavirus
- Anadyr orthobunyavirus
- Ananindeua orthobunyavirus
- Anhembi orthobunyavirus
- Anopheles A orthobunyavirus
- Anopheles B orthobunyavirus
- Apeu orthobunyavirus
- Bakau orthobunyavirus
- Batai orthobunyavirus
- Batama orthobunyavirus
- Bellavista orthobunyavirus
- Benevides orthobunyavirus
- Bertioga orthobunyavirus
- Bimiti orthobunyavirus
- Birao orthobunyavirus
- Botambi orthobunyavirus
- Bozo orthobunyavirus
- Brazoran orthobunyavirus
- Bruconha orthobunyavirus
- Buffalo Creek orthobunyavirus
- Bunyamwera orthobunyavirus
- Bushbush orthobunyavirus
- Buttonwillow orthobunyavirus
- Bwamba orthobunyavirus
- Cache Valley orthobunyavirus
- Cachoeira Porteira orthobunyavirus
- California encephalitis orthobunyavirus
- Capim orthobunyavirus
- Caraparu orthobunyavirus
- Cat Que orthobunyavirus
- Catu orthobunyavirus
- Enseada orthobunyavirus
- Faceys paddock orthobunyavirus
- Fort Sherman orthobunyavirus
- Gamboa orthobunyavirus
- Gan Gan orthobunyavirus
- Guajara orthobunyavirus
- Guama orthobunyavirus
- Guaroa orthobunyavirus
- Iaco orthobunyavirus
- Ilesha orthobunyavirus
- Ingwavuma orthobunyavirus
- Jamestown Canyon orthobunyavirus
- Jatobal orthobunyavirus
- Kaeng Khoi orthobunyavirus
- Kairi orthobunyavirus
- Keystone orthobunyavirus
- Koongol orthobunyavirus
- La Crosse orthobunyavirus
- Leanyer orthobunyavirus
- Lumbo orthobunyavirus
- Macaua orthobunyavirus
- Madrid orthobunyavirus
- Maguari orthobunyavirus
- Mahogany Hammock orthobunyavirus
- Main Drain orthobunyavirus
- Manzanilla orthobunyavirus
- Mapputta orthobunyavirus
- Maprik orthobunyavirus
- Marituba orthobunyavirus
- Matruh orthobunyavirus
- Melao orthobunyavirus
- Mermet orthobunyavirus
- Minatitlan orthobunyavirus
- Moju orthobunyavirus
- MPoko orthobunyavirus
- Nyando orthobunyavirus
- Olifantsvlei orthobunyavirus
- Oriboca orthobunyavirus
- Oropouche orthobunyavirus
- Oyo orthobunyavirus
- Patois orthobunyavirus
- Peaton orthobunyavirus
- Potosi orthobunyavirus
- Sabo orthobunyavirus
- San Angelo orthobunyavirus
- Sango orthobunyavirus
- Schmallenberg orthobunyavirus
- Sedlec orthobunyavirus
- Serra do Navio orthobunyavirus
- Shark River orthobunyavirus
- Shuni orthobunyavirus
- Simbu orthobunyavirus
- Snowshoe hare orthobunyavirus
- Sororoca orthobunyavirus
- Tacaiuma orthobunyavirus
- Tahyna orthobunyavirus
- Tataguine orthobunyavirus
- Tensaw orthobunyavirus
- Tete orthobunyavirus
- Thimiri orthobunyavirus
- Timboteua orthobunyavirus
- Triniti orthobunyavirus
- Trivittatus orthobunyavirus
- Turlock orthobunyavirus
- Utinga orthobunyavirus
- Witwatersrand orthobunyavirus
- Wolkberg orthobunyavirus
- Wyeomyia orthobunyavirus